# Dot és a moszkitó
A Dot és a moszkitó, MTV címben: Dot és Keeto (eredeti cím: Dot and Keeto) 1986-ban bemutatott ausztrál rajzfilm, amely a Dot-sorozat ötödik része. A forgatókönyvet John Palmer írta, a rajzfilmet Yoram Gross rendezte, a zenéjét John Sangster és Bob Young szerezte. A Yoram Gross Films készítette, a Hoyts Distribution forgalmazta. 
Ausztráliában 1986. május 22-én, Magyarországon 1991. június 28-án mutatták be a mozikban, új magyar szinkronnal 1994. augusztus 13-án az MTV1-en vetítették le a televízióban.

## Szereplők
| Szereplő               | Színész      | 1. magyar szinkron (Mokép, 1991) | 2. magyar szinkron (MTV2, 1994) |
| Szereplő               | Színész      | Magyar hang                      | Magyar hang                     |
| ---------------------- | ------------ | -------------------------------- | ------------------------------- |
| Dot                    | Ashley Ayre  | Vadász Bea                       | Vadász Bea                      |
| Simon                  | Leaf Nowland | Simonyi Balázs                   | Glósz Viktor                    |
| Mama                   | Lucy Charles | Menszátor Magdolna               | Menszátor Magdolna              |
| Szereplő               | Eredeti hang | Magyar hang                      | Magyar hang                     |
| Dot                    | Robyn Moore  | Vadász Bea                       | Vadász Bea                      |
| Simon                  | Robyn Moore  | Simonyi Balázs                   | Glósz Viktor                    |
| Mama                   | Robyn Moore  | Menszátor Magdolna               | Menszátor Magdolna              |
| Kenguru                | Robyn Moore  | Simon Mari                       | Simon Mari                      |
| Oposszum               | Robyn Moore  | ?                                | Kiss Erika                      |
| Nasty, a darázs anyuka | Robyn Moore  | ?                                | ?                               |
| Hangya királynő        | Robyn Moore  | ?                                | ?                               |
| Vörös bogár            | Robyn Moore  | ?                                | ?                               |
| Keeto                  | Keith Scott  | ?                                | Pusztaszeri Kornél              |
| Butterwalk             | Keith Scott  | ?                                | ?                               |
| Atlanta                | Keith Scott  | ?                                | ?                               |
| Tücsök                 | Keith Scott  | ?                                | ?                               |
| Bogár                  | Keith Scott  | ?                                | Horkai János                    |
| Csótányok              | Keith Scott  | ?                                | ?                               |

További magyar hangok (2. magyar szinkronban): Botár Endre, Buss Gyula, Fekete Zoltán, Kálid Artúr, Kiss Gábor, Salinger Gábor, Zágoni Zsolt

## Betétdalok
- Little Things
- Cockroach
- Queen Ant
- Work Ant
- Butterfly
- Spider
- In the Kangaroo Pouch (1977-es dal)

## Érdekesség
A Dottal a Föld körül című filmben, az élő változatban Ashley Ayre játszotta el Dotot, mint ebben a filmben.

## Televíziós megjelenések
TV-1